# Grand Detour (Illinois)
Pour les articles homonymes, voir Grand Detour (homonymie).
Grand Detour est une communauté incorporée du comté d'Ogle dans l'Illinois.

## Géographie

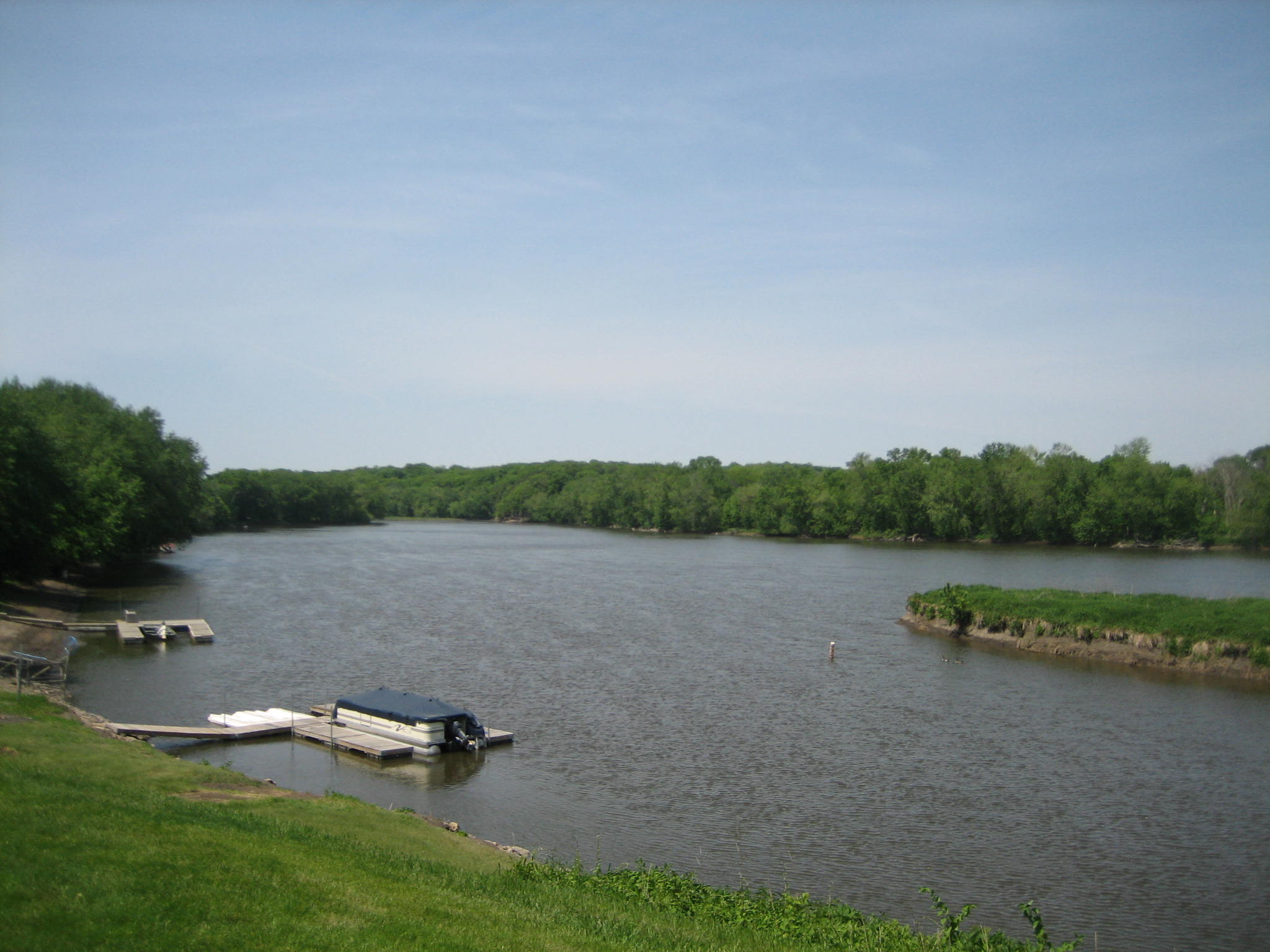
La rivière Rock à Grand Detour.

Le village porte le nom de Grand Detour, puisque la rivière Rock y effectue de nombreuses virées, comme un grand détour,.

## Histoire

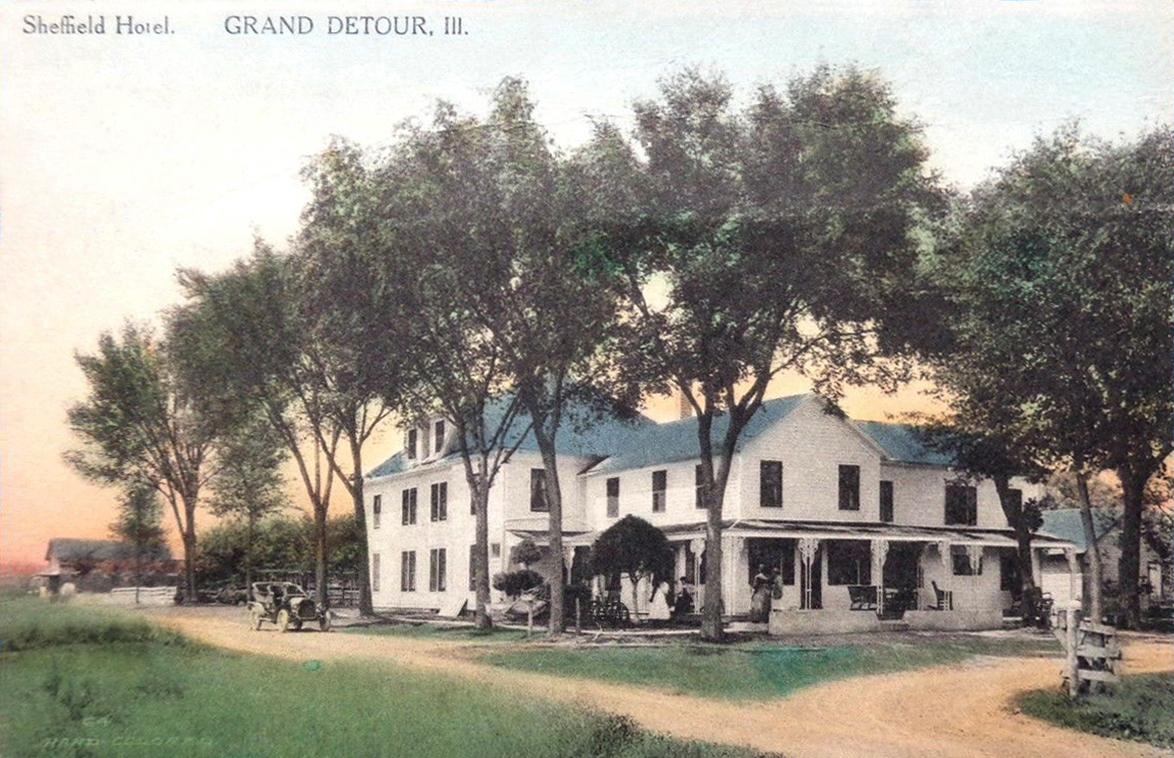
L'hôtel Sheffield de Grand Detour, achetée par le père d'Orson Welles.

La localité est fondée en 1835 par Leonard Andrus, venu du Vermont. L'année suivante, Andrus y invite son ami du Vermont John Deere, où son ami construit une résidence et établit une forge. Deere y fabrique des pelles et des râteaux, et en 1837, invente la première charrue en acier, qui sera vendue dès 1838.
Récemment, le site historique de John Deere est devenu un lieu visitable opéré par John Deere, devenue une entreprise de matériel agricole. Le John Deere House and Shop (en) a été enregistré au Registre national des lieux historiques en 1966, et le site a été désigné site historique national en 1964.
En 1847, le révérend Abraham Joseph Warner fonde une paroisse à Grand Detour, alors connu comme un des plus grands villages de la région. L'église St. Peter's est entamée en 1849 et est terminée l'année suivante. Quelques années plus tard, le village connait un exode de population, des chemins de fer ayant été construits au sud et à l'est. L'église a alors fermé, en c'est seulement en 1909, lorsqu'un groupe d'artistes s'y est établi, que William, le fils de Leonard Andrus, a réparé l'église. Les messes étaient tenues par un prêtre venu de la ville voisine de Dixon. En 1999, l'église est restaurée par une organisation caritative communautaire, et devient désormais disponible pour l'organisation d'événements.
Vers le milieu des années 1920, l'acteur américain Orson Welles y passe quelques mois dans sa résidence d'été, un hôtel acheté par son père Richard. L'hôtel Sheffield avait été construit en 1865 pour servir de pension pour les travailleurs de l'usine à charrues, et a fini par être détruit par un incendie le 14 mai 1928. Welles se souvient du village comme d'un endroit tranquille, sans électricité et où l'on se déplaçait à cheval, d'un anachronisme et d'un mode de vie traditionnel à la Tarkington. On y retrouvait alors un magasin général avec une salle de danse abandonnée, dans laquelle Welles aimait se faufiler,.

## Personnalités liées
- Stan Hack (en) (1909 - 1979), ancien joueur de baseball et manager des Cubs de Chicago, y a opéré un restaurant et vécu jusqu'à sa mort[10].